# Mark Lemon

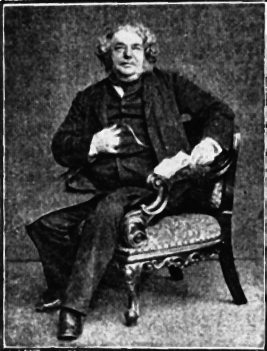
Mark Lemon

Mark Lemon (* 30. November 1809 in London; † 23. Mai 1870 in Crawley, West Sussex) war ein englischer Journalist und Gründer der Zeitschrift „Punch“.
Neben seinen journalistischen Arbeiten konnte Lemon auch erfolgreich mit eigenen belletristischen Werken reüssieren. Mehr als 60 Operetten-Libretti, Komödien, und Melodramen konnte er im Laufe seines Lebens veröffentlichen. Auch Weihnachtsmärchen, einige Romane und über hundert Lieder gehörten ebenfalls zu seinem Œuvre.
1841 gründete Lemon zusammen mit seinem Kollegen Henry Mayhew und dem Xylographen Ebenezer Landells satirische Wochenschrift Punch und im Juli desselben Jahres konnten sie die erste Ausgabe der Öffentlichkeit präsentieren.
Im Alter von über 60 Jahren starb Mark Lemon zu Hause in seinem Vine Cottage bei Crawley. Seine letzte Ruhestätte fand er auf dem Friedhof St. Margaret in Ifield (Nähe Crawley).
Lemon war Mitglied des Savage Clubs in London.

## Werke (Auswahl)
Als Autor
- Falkner Lyle, or the story of two wifes. Tauchnitz, Leipzig 1866 (2 Bände).
- Golden Fetters. Tauchnitz, Leipzig 1868 (2 Bde.).
- Leyton Hall and other tales. Tauchnitz, Leipzig 1867 (2 Bde.).
- Love or last. A story. Tauchnitz, Leipzig 1865 (2 Bde.).
- Wait for the end. A story. Tauchnitz, Leipzig 1864 (2 Bde.).

Als Herausgeber
- The jest book. The choicest anecdotes and sayins. Macmillan, London 1891.
- The new table book. Pictures young and old parties. Bradbury & Evans, London 1867.